# Intelligence artificielle : une approche moderne
Intelligence artificielle : une approche moderne (titre original : Artificial Intelligence: A Modern Approach) est un manuel universitaire sur l'intelligence artificielle, écrit par Stuart J. Russell et Peter Norvig. Il a été publié pour la première fois en 1995 et la quatrième édition du livre est sortie en France en 2021. Il est utilisé dans plus de 1 400 universités dans le monde et a été qualifié de manuel d'intelligence artificielle le plus populaire au monde et de texte standard de l'intelligence artificielle.
Le livre est principalement destiné à un public de premier cycle universitaire. Les programmes du livre sont présentés en pseudo-code avec des implémentations en Java, Python, Lisp, JavaScript et Scala disponibles en ligne,. Il existe également des implémentations non prises en charge en Prolog, C++, C# et plusieurs autres langages.